# Iziphya flabella
Iziphya flabella är en insektsart som först beskrevs av Sanborn 1904.  Iziphya flabella ingår i släktet Iziphya och familjen långrörsbladlöss. Inga underarter finns listade i Catalogue of Life.